# Groma

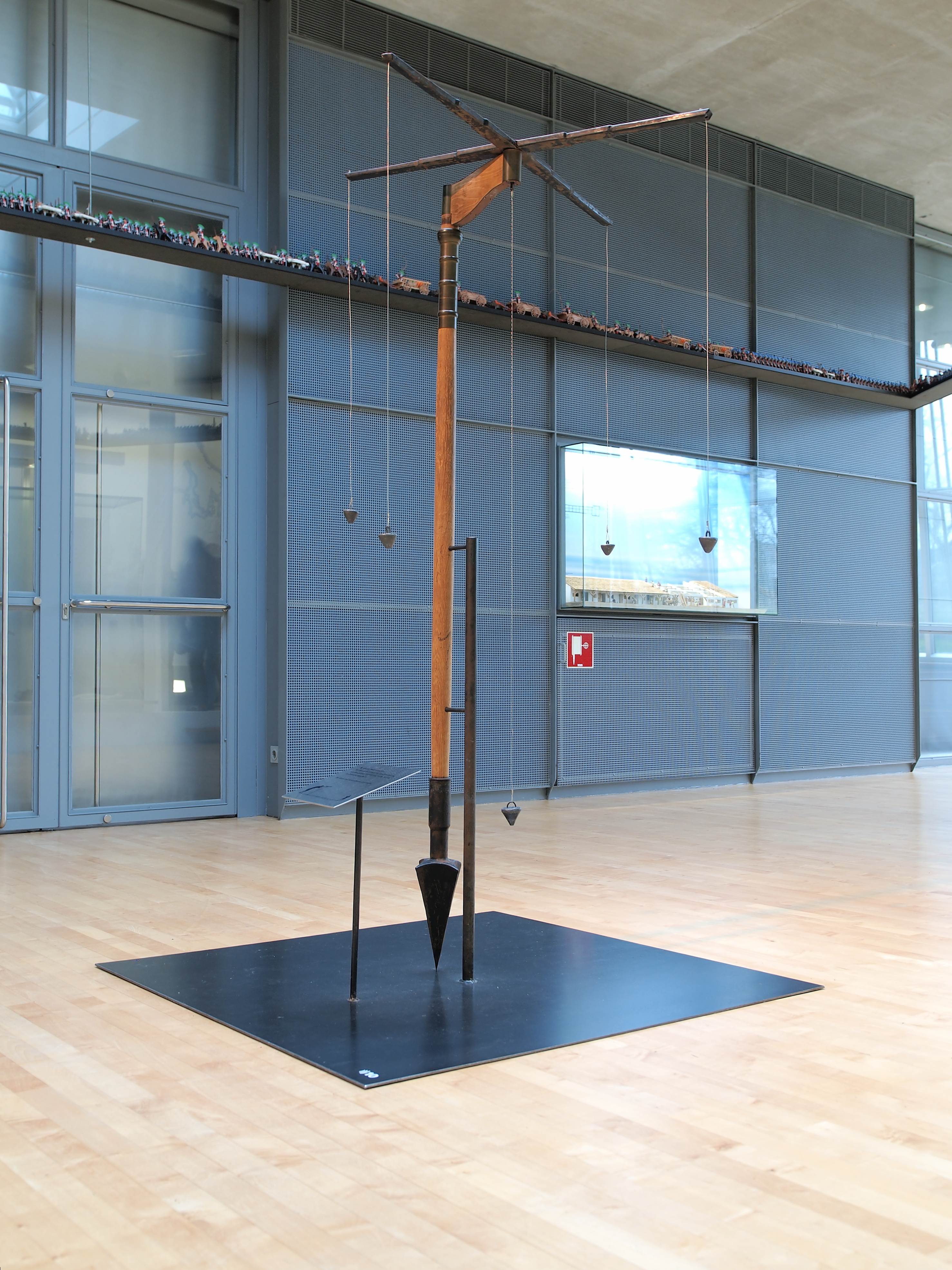
Groma reconstituită într-un muzeu

Groma sau gruma (derivat din cuvântul grecesc gnomon - γνωμων, care înseamnă „ pătrat”) a fost instrumentul de bază pentru măsurători al topografilor (agrimensorilor) din Roma antică.

## Descriere
Instrumentul în sine avea un design simplu, fiind format din două brațe orizontale așezate pe un lagăr mobil fixat pe o tijă verticală, înaltă de cca. 1,5 - 2 metri, cu un vârf metalic (de obicei din bronz) la capătul care era pus pe sol. Fiecare din cele patru brațe avea agățat câte un fir cu plumb la capete, la distanțe egale, iar al cincilea fir cu plumb era fixat în centru, la intersecția celor două brațe orizontale ale „crucii agrimensorului”, cum mai era denumit instrumentul care era folosit pentru a trasa aliniamente și unghiuri drepte. De obicei, groma era făcută din lemn cu piese metalice speciale pentru a fi mai rezistentă la uzură.

## Istoric
Instrumentul pare să fi provenit din Mesopotamia, de acolo a fost importat de greci în secolul al IV-lea î.Hr., apoi de la greci a ajuns la etrusci și, prin ei, la romani.
Cu toate aceasta, amploarea romană în scara centuria nu poate fi comparată cu alte civilizații.

## Construcție

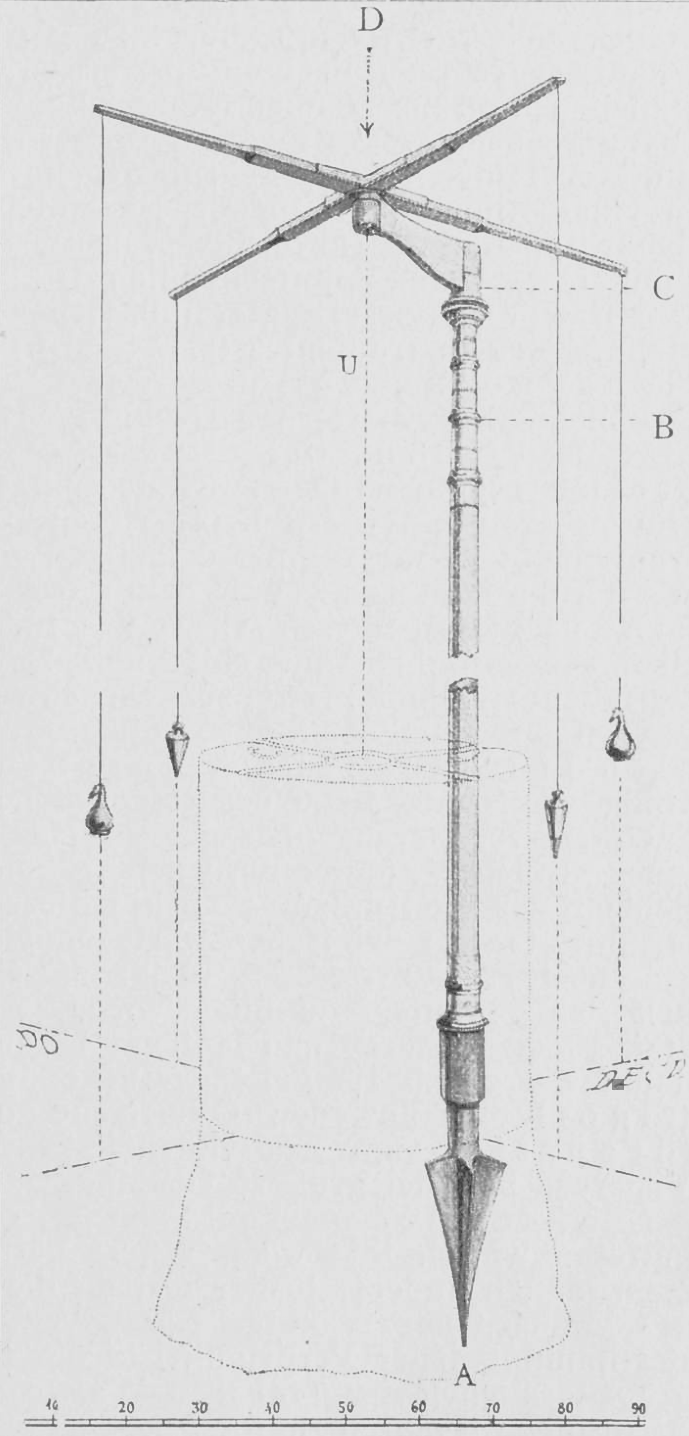
Groma. D points to the umbilicus soli

Groma folosește un dispozitiv rotativ orizontal cu plopi de cânepă pendulante din toate cele patru extremidade. Centrul crucii reprezentat ca un umbilicus soli ( punct de referință).  Crucea este montată pe un toiag al lui Iacob cunoscut si drept Toiag de pelerin (ferramentum)., sau "ferramentum". Scopul acestei configurații este să permită vederea de la distanță a unui obiect printr-o serie de mijloace pentru a se conforma cu regulile de precizie a masuratorii unor constructii.
Ca măsurătoare folosind un sistem de ghidare manual în România.
Partea rabatabila de sus a fost sugerata in reconstructia din 1992 facuta de Adolf Schulten si confirmata de it⁠(Matteo Della Corte)[Della Corte&page=it&targettitle=it traduceți] la scurt timp dupa. Cu toate acestea, asemenea cum a fost afirmat de Thorkild Schiöler in 1994, greutatea de 5 kg a crucisului găsit în Pompei este prea mare pentru a fi ridicat în acest fel și trebuie să caute un alt mod.

## Utilizare
În ciuda unei cantități considerabile de informații supraviețuitoare despre groma (și a simplității instrumentului în sine), detaliile funcționării sale nu sunt pe deplin clare. Ideea generală este simplă: tija era introdusă în pământ la o lungime de suport de marcator, iar suportul era apoi rotit astfel încât umbilicus soli să fie direct deasupra centrului marcatorului. Crucea era apoi rotită pentru a se alinia cu direcțiile dorite, iar asistentul topografului făcea un pas înapoi și plasa un stâlp conform indicațiilor topografului (un gromaticus). Topograful putea apoi să vadă stâlpul prin două sfori de la capetele opuse ale crucii.
Distanțele au fost măsurate folosind tije. Configurația funcționează pe teren plat sau pante ușoare; detaliile unui sondaj care traversează o vale abruptă nu sunt clare.
Alinierea plumburilor gromei este destul de susceptibilă la vânt. Aceasta se compară nefavorabil cu dioptra. De asemenea, plumbul îndepărtat de pe cruce este optic mai subțire decât cel apropiat, introducând o eroare de unghi calculată de arheologi la aproximativ 1,5 promile (eroare liniară de aproximativ 1 metru pe latura unei centurii, 710 metri).
Intrumente similare precum Groma au fost folosite de către vechi greci sau egipteni pentru alinierea și măsurarea unghiurilor drepte. Cu toate aceasta, amploarea romană în scara a centuria nu poate fi comparată cu alte civilizații.

## Legături externe
- en Descrierea gromei pe corinth.sas.upenn.edu - site-ul Universității din Pennsylvania
- it La Groma, lo Squadro agrimensorio ed il corobate. - www.academia.edu, accesat la 6 noiembrie 2014 Arhivat în 10 decembrie 2024, la Wayback Machine.
- it La groma (Topografia) - www.eporedia.eu, accesat la 6 noiembrie 2014
- it La groma (Topografia) - www.eporedia.eu, accesat la 6 noiembrie 2014
- M.J.T Lewis (2001). The Roman Groma in Ancient Greek and Roman History of Technology (în engleză). New York: Columbia University Press. ISBN 978-3-11-90 Verificați valoarea |isbn=: length (ajutor).
- Fișier:Roemermuseum.jpgReconstructed Roman surveying instrument in a museum exhibition

Reconstructed Roman surveying instrument in a museum exhibition

- Lewis, M. J. T. (23 aprilie 2001). „The groma”. Surveying Instruments of Greece and Rome. Cambridge University Press. pp. 120–133. doi:10.1017/cbo9780511483035.008.
- Stone, Edward Noble (1928). „Roman Surveying Instruments”. University of Washington Publications: Language and literature. University of Washington Publications: Language and Literature. University of Washington Press. 4 (4): 215–242. Accesat în 27 septembrie 2023.
- Russo, Flavio; Rossi, Cesare; Ceccarelli, Marco; Russo, Ferruccio (2009). „Devices for Distance and Time Measurement at the Time of the Roman Empire”. International Symposium on History of Machines and Mechanisms: Proceedings of HMM 2008. History of Mechanism and Machine Science. Springer Netherlands. p. 107. ISBN 978-1-4020-9485-9. Accesat în 30 septembrie 2023.
- Kelsey, Francis W. (iulie 1926). „Groma by Matteo della Corte”. Classical Philology. The University of Chicago Press. 21 (3): 259–262. JSTOR 263160.
- Liddell, Henry George; Scott, Robert (1889). „γνώμων”. An Intermediate Greek-English Lexicon. Oxford: Clarendon Press.